# Scopula nivimontium
Scopula nivimontium là một loài bướm đêm trong họ Geometridae.